# Pawieł Kastramin
Pawieł Kastramin (ur. 12 lipca 1991) – białoruski bokser, brązowy medalista Mistrzostw Europy z Mińska (2013), brązowy medalista Mistrzostw Europy do lat 22. z roku 2012, wicemistrz Białorusi z roku 2013.

## Kariera
W połowie października 2012 w Symferopolu zwyciężył w turnieju im. Pedro Saeza, zdobywając złoty medal w kategorii półśredniej. Na przełomie października a listopada 2012 uczestniczył w Mistrzostwach Białorusi rozgrywanych w Mińsku. Rywalizację zakończył na ćwierćfinale, w którym przegrał z Wadimem Pankowem. W grudniu tego samego roku zdobył brązowy medal na Mistrzostwach Europy do lat 22, które rozgrywane były w Królewcu.
W czerwcu 2013 reprezentował Białoruś na Mistrzostwach Europy w Mińsku. Rywalizację w kategorii półśredniej rozpoczął od pokonania w 1/16 finału Holendra Maxa van der Pasa. W 1/8 finału wyeliminował reprezentanta Rumunii Orlando Chirvase, pokonując go przed czasem w drugiej rundzie. W ćwierćfinale pokonał wyraźnie na punkty (3:0) reprezentanta Mołdawii Vasiliiego Belousa. W półfinale pokonał go na punkty reprezentant Niemiec Arayk Marutjan, który wygrał na punkty (2:1). W październiku 2013 startował na Mistrzostwach Świata, ale udział zakończył na 1/32 finału, przegrywając swoją pierwszą walkę. W listopadzie tego samego roku został wicemistrzem Białorusi w kategorii półśredniej.
W kwietniu 2014 został półfinalistą turnieju im. Feliksa Stamma w Warszawie. Zwyciężył też w międzynarodowym turnieju w Mińsku – Livenstev Memorial w kategorii półśredniej, w czerwcu 2014.